# Raymond Hecht
Raymond Hecht (ur. 11 listopada 1968 w Gardelegen) – niemiecki lekkoatleta specjalizujący się w rzucie oszczepem. Przez pierwsze lata kariery startował w barwach NRD, zdobywając m.in. brąz Mistrzostw Europy juniorów w lekkoatletyce (Birmingham 1987).
Brązowy medalista mistrzostw Europy w Budapeszcie. Podczas igrzysk olimpijskich w 1996 i 2000 zajmował 4. lokaty. Trzykrotnie wygrywał w Superlidze Pucharu Europy (1995, 1996 oraz 1999). Dwukrotnie zajmował miejsca na podium Pucharu Świata w Lekkoatletyce (Londyn 1994 – 2. miejsce & Johannesburg 1998 – 3. miejsce). Jeden z czołowych niemieckich oszczepników lat 90. XX wieku. Jego rekord życiowy - 92,60 (21 lipca 1995, Oslo) - jest 8. wynikiem w historii tej konkurencji (nowy model oszczepu) oraz byłym rekordem Niemiec.